# Felix Kosok
Felix Kosok (* 1988 in Frankfurt am Main) ist ein deutscher Grafikdesigner und Designwissenschaftler sowie seit 2021 Professor an der German University in Cairo am Campus Berlin.

## Leben
Kosok studierte visuelle Kommunikation an der Hochschule für Gestaltung Offenbach am Main. 2020 wurde er mit einer Dissertation zum Thema Form, Funktion und Freiheit. Über die ästhetisch-politische Dimension des Designs an der Hochschule für Gestaltung Offenbach am Main promoviert. Von 2015 bis 2020 war Kosok wissenschaftlicher Mitarbeiter an der Hochschule für Gestaltung Offenbach am Main am Lehrstuhl Philosophie und Ästhetik von Juliane Rebentisch, 2020 wissenschaftlicher Mitarbeiter am Leibniz-Institut Hessische Stiftung Friedens- und Konfliktforschung sowie von 2020 bis 2022 wissenschaftlicher Mitarbeiter an der Staatliche Akademie der Bildenden Künste Stuttgart.
2018 war Felix Kosok Gründungsmitglied des Offenbacher Kunstvereins Mañana Bold und ist seitdem stellvertretender Vorsitzender des Kuratoriums. Der Kunstverein verknüpft in seinem Ausstellungsprogramm regionale wie internationale Netzwerke und Tendenzen in der zeitgenössischen Kunst und widmet sich dabei nicht zuletzt auch den wechselseitigen Verbindungen zwischen freien und angewandten künstlerischen Ansätzen.
Für die wissenschaftlich-künstlerische Kooperation des Leibniz-Forschungsverbundes Krisen einer globalisierten Welt mit der Hochschule für Gestaltung Offenbach am Main kuratierte Kosok gemeinsam mit Klaus Hesse und Ellen Wagner die interdisziplinäre Ausstellung Making Crises Visible, die vom 12. Februar bis zum 2. Juni am Frankfurter Senckenberg Naturmuseum zu sehen war.
Gestalterisch ist Kosok in der Designkollaboration Bureau069 aktiv. Für ihre Arbeiten wurde die Kollaboration mit diversen Preisen ausgezeichnet, unter anderem vom Type Directors Club in New York, dem German Design Award und mit dem Goldenen Laus der Asociaciòn de Directores de Arte y Diseñadores Gráficos in Barcelona. Plakate von Kosok wurden in internationalen Ausstellung gezeigt und sind Teil der Sammlung des Museums für Gestaltung Zürich.
Von 2021 bis 2024 war Felix Kosok Teil des Vorstands des Deutschen Designer Clubs.

## Forschungsschwerpunkte
Kosoks Forschungsschwerpunkte liegen im Bereich der Designästhetik, der politischen Philosophie sowie der Queer-Theorie in ihrer Überschneidung mit dem Design.

## Veröffentlichungen
- Formations of Power. Performing Democracy. Mañana Bold, Offenbach 2025. ISBN 978-3-00-082242-1
- mit Robin Auer, Simon Daubermann und Claudia Friedrich: WAS IST GUT 2023 – DDC Design-Wettbewerb, diskursiv, partizipativ, demokratisch. Verlag form, Frankfurt am Main 2024, ISBN 978-3-943962-75-8
- Opulence!. In: Form. Band 298, Nr. 4, 2022.
- mit Aileen Treusch und Ellen Wagner: Schulterblicke. Über die Arbeit eines nomadischen Kunstvereins. Distanz, Berlin 2022, ISBN 978-3-95476-483-9
- Gay Bombs. In: Form. Band 294, Nr. 4, 2021.
- mit Stefan Kroll, Verena Kuni und Ellen Wagner: Krisen sichtbar machen. Dialoge zwischen Wissenschaft, Kunst und Design. Springer VS, Wiesbaden 2021, ISBN 978-3-658-35080-2
- Form, Funktion und Freiheit. Über die ästhetisch-politische Dimension des Designs. transcript, Bielefeld 2021, ISBN 978-3-8376-5610-7